# 森山佳郎
森山 佳郎（もりやま よしろう、1967年11月9日 - ）は、日本の元サッカー選手（DF）、指導者。熊本県熊本市東区出身。元サッカー日本代表、JFA公認S級コーチ。2024年より、日本プロサッカーリーグ（Jリーグ）に所属するベガルタ仙台の監督を務める。

## 選手経歴

### プロ入り前
熊本市立東町小学校時代の小学3年にサッカーを始めた。野球部が小学4年からしか入部できず、それまでの一年間体を鍛える目的でサッカー部に入部したが、思った以上に楽しく小学校卒業までサッカーを続けた。熊本市立錦ヶ丘中学校入学を機にバスケットボール部へ入部したが、中学2年の時にサッカー部へ編入した。
熊本県立第二高等学校から鹿児島の大学に進学し、将来は高校の体育教師になろうと考えていたが、入学願書の提出期日を間違えてしまい、結局一浪してしまう。
その後、大学サッカーの名門・筑波大学に一般入試で進学した。一期上に井原正巳、中山雅史、影山雅永（3名とも同い年）、同期に長澤徹。大学時代のほとんどをCチーム（3軍）で過ごし、4年生になってようやくトップチームで試合に出場できるようになった。

### マツダ/サンフレッチェ
大学卒業後は教員になるつもりだったが教員採用試験に落ちてしまい、練習参加していた富士通サッカー部からも声がかからなかった。筑波大学の先輩・今西和男のスカウトもあり、1991年にマツダに入社、マツダサッカークラブ（現：サンフレッチェ広島）に入団した。同期は森秀昭、柳本啓成、笛真人、路木健、松山大輔、小倉一浩。
入団1年目からJリーグヤマザキナビスコカップに出場するなど、順風満帆なスタートを切ったが、右SBの柳本啓成がレギュラーとなってからは途中出場が続いた。
1993年8月に柳本が負傷欠場。翌1994年にCBの負傷者が続出し、柳本がCBにコンバートしたことに伴い、右SBのレギュラーを獲得した。広島の1stステージ優勝に貢献するなどの活躍が認められ、この年日本代表に初選出された。 翌1995年、ビム・ヤンセン新監督の評価を得ることができず、出場機会が減少し、この年限りで広島を退団した。
その後は横浜フリューゲルス、ジュビロ磐田、ベルマーレ平塚でプレー。1999年には平塚でキャプテンを務めたが、古傷の左足変形性膝関節症が悪化し、この年限りで現役を引退した。

## 指導者経歴

### 広島ユースからU-17サッカー日本代表監督へ
現役引退後はイングランドへのコーチ留学を考えていたが、今西に誘われサンフレッチェ広島ユースのコーチに就任した。2002年8月、中村重和ユース監督（当時）のアビスパ福岡監督就任 に伴い、同ユースの監督に昇格した。技術のある選手たちをいかに闘えるようにするかの方針で指導した。
2013年、日本サッカー協会（JFA）原博実技術委員長（当時）の要請に応じて 広島ユース監督を退任し、同クラブ強化部の育成コーチ兼ナショナルトレセン中国地区担当コーチに就任。JFA 公認S級コーチライセンス取得を目指す。また、同職と兼任する形で、2015 FIFA U-17ワールドカップ（チリ）出場を目指すU-15日本代表のアシスタントコーチに就任した。
2015年、JFAに籍を移し、U-15日本代表監督に就任した。
2016年、AFC U-16選手権2016（インド）に出場するU-16日本代表監督としてチームの指揮を執り、ベスト4に進出。2017 FIFA U-17ワールドカップ（インド）への出場権を獲得した。
2023年のAFC U17アジアカップ2023（タイ）でも指揮を執った。初戦・ウズベキスタン戦は前半8分に先制しながらも試合終盤に追いつかれ1-1の引き分けに終わる。2戦目・ベトナムには4-0で勝利。3戦目・インド戦では8-4の乱打戦を制して、グループリーグを1位で通過した。勝利で2023 FIFA U-17ワールドカップ（インドネシア）出場が決まる準々決勝・オーストラリア戦を3-1で制し、3大会連続のFIFA U-17ワールドカップ出場権を獲得した。準決勝のイランに3-0で勝利、決勝の韓国戦も3-0で勝利し、同年代の日本代表を史上初のアジア連覇に導いた。
2023 FIFA U-17ワールドカップ（インドネシア）では、初戦のポーランドに1-0で勝利するも、続くアルゼンチン戦は1-3で敗戦。3戦目のセネガル戦では2-0で勝利し、グループD 3位でベスト16に進出した。ラウンド16ではグループB 1位のスペインと対戦。前半8分に先制点を献上し、同点に追いつくも74分に勝ち越しを許して1-2で敗戦。3大会連続のベスト16敗退に終わった。大会終了後、U-17日本代表監督を退任することが発表された。

### ベガルタ仙台監督
2024年よりベガルタ仙台のトップチーム監督に就任した。庄子春男GMと登壇した就任会見では「宮城・仙台の皆さんに必要とされ、愛されて、そして応援されるクラブに」「ホームグロウンを50％に近づける」「本来いるべき場所（J1）に戻る」など、監督就任への決意として3つの柱を挙げた。また、代表監督を退任し新たなチームを探すにあたり、仙台を含むJクラブ2 - 3チームに手紙を送り自身を売り込んでいたことを明かした。仙台に魅かれた理由として、首都圏から離れた場所でビッグクラブに噛みつくスタンスが自らに合っているのではないかと話した。
2024年、プロチームの指揮は初めてながら、同年5月を4勝1敗で終え、就任わずか5か月でJ2リーグの月間最優秀監督に選出された。リーグ戦を6位で終えJ1昇格プレーオフに進出。準決勝の長崎戦では同シーズン初の4得点・3点差を記録し、4-1で勝利したが、決勝の岡山戦で敗れ、あと一歩のところでJ1昇格を逃した。
指揮2季目の2025年も序盤から上位につけ、4月には3勝2分無敗・リーグ最少失点を記録し、自身2度目の月間最優秀監督に選出された。

## 人物
現役時代は豊富な運動量とガッツ溢れるプレーで右サイドバックで活躍した。親近感が持たれる性格でチームのムードメーカーでもあった。
言葉で人を動かす力があり、勝つ為にやるべき事を徹底的に植え付ける人で、熱心で情熱的な指導に定評がある。高円宮杯優勝3回など広島ユースを強豪に育て上げ、高校年代の指導者として高い評価を得ている。広島ユース監督時代は槙野智章、柏木陽介、森重真人など、のちにリーグやACLで活躍し日本代表に選出される選手を数多く指導した。
長女はお笑い芸人でYouTuberの森山あすか。

## 所属クラブ
- 熊本市立東町小学校
- 1980年 - 1982年  熊本市立錦ヶ丘中学校
- 1983年 - 1985年  熊本県立第二高等学校
- 1987年 - 1990年  筑波大学
- 1991年 - 1992年  マツダSC
- 1992年 - 1995年  サンフレッチェ広島
- 1996年 - 1997年  横浜フリューゲルス
- 1998年  ジュビロ磐田
- 1999年  ベルマーレ平塚

## 個人成績
| 国内大会個人成績 | 国内大会個人成績 | 国内大会個人成績 | 国内大会個人成績 | 国内大会個人成績 | 国内大会個人成績 | 国内大会個人成績 | 国内大会個人成績  | 国内大会個人成績 | 国内大会個人成績 | 国内大会個人成績 | 国内大会個人成績 |
| 年度             | クラブ           | 背番号           | リーグ           | リーグ戦         | リーグ戦         | リーグ杯         | リーグ杯          | オープン杯       | オープン杯       | 期間通算         | 期間通算         |
| 年度             | クラブ           | 背番号           | リーグ           | 出場             | 得点             | 出場             | 得点              | 出場             | 得点             | 出場             | 得点             |
| 日本             | 日本             | 日本             | 日本             | リーグ戦         | リーグ戦         | JSL杯/ナビスコ杯 | JSL杯/ナビスコ杯  | 天皇杯           | 天皇杯           | 期間通算         | 期間通算         |
| ---------------- | ---------------- | ---------------- | ---------------- | ---------------- | ---------------- | ---------------- | ----------------- | ---------------- | ---------------- | ---------------- | ---------------- |
| 1991-92          | マツダ           | 15               | JSL1部           | 2                | 0                | 2                | 1                 |                  |                  |                  |                  |
| 1992             | 広島             | -                | J                | -                | -                | 6                | 0                 | 0                | 0                | 6                | 0                |
| 1993             | 広島             | -                | J                | 29               | 2                | 6                | 0                 | 4                | 0                | 39               | 2                |
| 1994             | 広島             | -                | J                | 42               | 0                | 1                | 0                 | 3                | 0                | 46               | 0                |
| 1995             | 広島             | -                | J                | 24               | 2                | -                | -                 | 3                | 0                | 27               | 2                |
| 1996             | 横浜F            | -                | J                | 26               | 1                | 10               | 1                 | 1                | 0                | 37               | 2                |
| 1997             | 横浜F            | 2                | J                | 27               | 0                | 6                | 0                 | 0                | 0                | 33               | 0                |
| 1998             | 磐田             | 17               | J                | 0                | 0                | 1                | 0                 | 0                | 0                | 1                | 0                |
| 1999             | 平塚             | 2                | J1               | 18               | 0                | 1                | 0                 | 0                | 0                | 19               | 0                |
| 通算             | 日本             | 日本             | J1               | 166              | 5                | 31               | 1                 | 11               | 0                | 208              | 6                |
| 通算             | 日本             | 日本             | JSL1部           | 2                | 0                | 2                | 1\|\|\|\|\|\|\|\| |                  |                  |                  |                  |
| 総通算           | 総通算           | 総通算           | 総通算           | 168              | 5                | 33               | 2                 | 11               | 0                | 208              | 6                |

### その他の公式戦
- 1991年 - コニカカップ 1試合0得点
- 1994年 - Jリーグチャンピオンシップ 1試合0得点

- Jリーグ初出場 - 1993年5月29日 1st第5節・対横浜フリューゲルス戦（鹿児島県立鴨池陸上競技場）
- Jリーグ初得点 - 1993年6月5日 1st第7節・対浦和レッドダイヤモンズ戦（広島スタジアム）[注 4]

## 代表歴

### 試合数
- 国際Aマッチ 7試合 0得点(1994年)

| 日本代表 | 国際Aマッチ | 国際Aマッチ |
| 年       | 出場        | 得点        |
| -------- | ----------- | ----------- |
| 1994     | 7           | 0           |
| 通算     | 7           | 0           |

### 出場
| No. | 開催日         | 開催地 | スタジアム                         | 対戦国           | 結果 | 監督                         | 大会                 |
| --- | -------------- | ------ | ---------------------------------- | ---------------- | ---- | ---------------------------- | -------------------- |
| 1.  | 1994年07月08日 | 愛知県 | 名古屋市瑞穂公園陸上競技場         | ガーナ           | ○3-2 | パウロ・ロベルト・ファルカン | アシックスカップ     |
| 2.  | 1994年07月14日 | 兵庫県 | 神戸総合運動公園ユニバー記念競技場 | ガーナ           | ○2-1 | パウロ・ロベルト・ファルカン | アシックスカップ     |
| 3.  | 1994年09月27日 | 東京都 | 国立霞ヶ丘競技場陸上競技場         | オーストラリア   | △0-0 | パウロ・ロベルト・ファルカン | 国際親善試合         |
| 4.  | 1994年10月03日 | 広島県 | みよし運動公園陸上競技場           | アラブ首長国連邦 | △1-1 | パウロ・ロベルト・ファルカン | 1994年アジア競技大会 |
| 5.  | 1994年10月05日 | 広島県 | 広島県総合グランドメインスタジアム | カタール         | △1-1 | パウロ・ロベルト・ファルカン | 1994年アジア競技大会 |
| 6.  | 1994年10月09日 | 広島県 | 広島県立びんご運動公園陸上競技場   | ミャンマー       | ○5-0 | パウロ・ロベルト・ファルカン | 1994年アジア競技大会 |
| 7.  | 1994年10月11日 | 広島県 | 広島県総合グランドメインスタジアム | 韓国             | ●2-3 | パウロ・ロベルト・ファルカン | 1994年アジア競技大会 |

## 指導歴
- 2000年 - 2012年  サンフレッチェ広島
  - 2000年 - 2000年8月 ユース コーチ
  - 2000年8月 - 2012年 ユース 監督
- 2013年 - 2023年  日本サッカー協会
  - 2013年 U-15日本代表/JFAナショナルトレセンコーチ中国
  - 2014年 U-16日本代表/JFAナショナルトレセンコーチ中国
  - 2015年 U-15日本代表 監督
  - 2016年 U-16日本代表 監督
  - 2017年 U-17日本代表 監督
  - 2018年 U-16日本代表 監督
  - 2019年 U-15/U-17日本代表 監督
  - 2020年 U-16日本代表 監督
  - 2021年 U-16/U-17日本代表 監督
  - 2022年 U-16日本代表 監督
  - 2023年 U-17日本代表 監督
- 2024年 -  ベガルタ仙台 監督

## 監督成績
| 年度 | 所属 | クラブ | リーグ戦 | リーグ戦 | リーグ戦 | リーグ戦 | リーグ戦 | リーグ戦 | リーグ戦         | カップ戦       | カップ戦  |
| 年度 | 所属 | クラブ | 順位     | 勝点     | 試合     | 勝       | 分       | 敗       | その他           | ルヴァンカップ | 天皇杯    |
| ---- | ---- | ------ | -------- | -------- | -------- | -------- | -------- | -------- | ---------------- | -------------- | --------- |
| 2024 | J2   | 仙台   | 6位      | 64       | 38       | 18       | 10       | 10       | J1昇格PO決勝敗退 | 1回戦敗退      | 2回戦敗退 |
| 2025 | J2   | 仙台   | 位       |          |          |          |          |          |                  | 1回戦敗退      | 2回戦敗退 |

## タイトル

### 指導者時代

#### チーム
- U-17日本代表
  - AFC U17アジアカップ：2回（2018、2023）

#### 個人
- ベガルタ仙台
  - 明治安田J2リーグ月間優秀監督賞：3回（2024年5月度、2025年4月度、2025年6月度）